# 美人私房菜之玉蝶传奇
《美人私房菜》，根据西湖民间故事《天香楼传》创作而成的古装作品，2013年12月28日开机，2014年3月杀青，6月上海電視節推出片花。讲述中国版《大长今》宋玉蝶在靖康之乱时期为厨和进宫的经历。

## 播放平台
| 頻道              | 所在地 | 播映日期      | 播出时间  | 备注                               |
| ----------------- | ------ | ------------- | --------- | ---------------------------------- |
| 浙江卫视/安徽卫视 | 中国   | 2016年12月4日 | 每晚19:30 | 2016年12月11日浙江卫视改為非黃金檔 |

## 剧情介绍
宋朝某年，由于皇帝治国有方，跟外族的战争处于暂时平息的状态，国内因此出现少有的和平盛世，经济一时间出现繁荣昌盛。
杭州西子湖畔，宋五嫂（苑琼丹饰）以一手绝妙的厨艺创建了远近驰名的天香楼，并带大了女儿玉蝶（郑爽饰）和养子李马（马天宇饰）。这一年，李马学武归来，五嫂准备成全他们的婚事。适逢此时，微服私访的皇爷赵元卿（蒋毅饰）来到杭州，对玉蝶产生了一种特别的依恋难以自拔。一路跟随而来的金兵首领完颜泽利（吴其江饰）为了阻止赵元卿继承皇位，与太监宫全福（郭俊饰）内外勾结准备刺杀赵元卿。
这日李马路见不平，救下了校尉林觉（章贺饰）的妹妹林姬儿（王纯饰），却因打伤运粮官被押回汴梁斩首。完颜泽利追杀赵元卿无果，为保万一火烧天香楼。赵元卿被侍卫所救，玉蝶因事不在天香楼因而逃过一劫，但是天香楼却化为一片灰烬。玉蝶以为宋五嫂已死，只好赶赴汴梁救李马。死里逃生的宋五嫂也从此颠沛流离，原本幸福的一家从此变得“家破人亡”。
李马在押回汴梁中途被身为将军的林觉解救，向将军上书免了死刑。玉蝶來到汴梁好不容易找到赵元卿询问天香楼失火的真相，却又陷入赵元卿妃子们的斗争中屡受陷害，命悬一线……宋五嫂风餐露宿终于在皇府找到玉蝶，此時李马也带功回朝，历尽磨难的一家人刚刚团聚，李马却又为救赵元卿跳下悬崖。众人皆以为李马已死，秦贵妃（胡彩虹饰）原希望玉蝶嫁给自己儿子赵元卿，却在大婚前发现玉蝶竟然是自己失散多年的女儿！宋五嫂道出李马玉蝶二人的身世，原来李马才是宋五嫂的亲生儿子。不久李马死里逃生，玉蝶喜极而泣。
可惜此时边界连连失守，完颜泽利提出唯一停战的要求就是要迎娶玉蝶！为免众生再受战火的摧残，玉蝶答应和亲，暗中却只想一死。为救出玉蝶，李马自毁脸容潜入泽利队伍，暗中与玉蝶里应外合，最终李马亲手杀死了完颜泽利。天香楼得以重建，两个历尽磨难的有情人终于再次相聚，一起携手让天香楼传承下去，永不分离。

## 演员
| 演员   | 角色     | 关系／昵称 |
| 郑爽   | 宋玉蝶   | 民間失散的公主，喜歡李馬，宋五嫂養女，秦貴妃之女，擅長廚藝及蹴鞠，呂妃之天敵，羅妃之情敵，最後和李馬重建天香樓。                                                                     |
| 马天宇 | 李马     | 五嫂之子，林覺與小猴子之結拜兄弟，因天香樓被焚毀而從軍，生性桀傲不遜，喜歡玉蝶，最後殺了完顏澤利得以報仇，並棄官回鄉和玉蝶重建天香樓                                                 |
| 蒋毅   | 赵元卿   | 王爷，喜歡玉蝶，精通琴棋書畫，為了保家衛國而習武，但最後發現自己喜歡的玉蝶竟是自己的妹妹，感到悵然若失，對於妹妹要重建天香樓表示支持，並且海派邀請杭州百姓到天香樓吃飯並請客。       |
| 吴其江 | 完颜泽利 | 女真部族的將軍，喜歡宋玉蝶，後來與玉蝶和親，最終被李馬殺死。 |
| 吴军   | 王继贤   | 大內總管兼任御膳房主廚，對五嫂有好感，同時也是趙元卿的心腹，最後辭去總管職位陪著李馬回杭州重建天香樓。                                                                               |
| 苑琼丹 | 宋五嫂   | 天香楼老板 表面上是宋玉蝶母亲，李马养母；后期才知道是李马的亲生母亲，宋玉蝶才是她的养女，到了京城後因為憂鬱成疾最後病逝宮中，追封為太淑人，並與親夫合葬於杭州。                      |
| 白雨   | 吕妃     | 赵元卿之妻，很嫉妒宋玉蝶，總想一再陷害玉蝶。羅妃之死敵，先是聯合羅妃陷害玉蝶，後陷害羅妃，最後因為東窗事發而入獄服刑，出獄後免去死罪，但因罪孽深重選擇到寺院帶髮修行。               |
| 王纯   | 林姬儿   | 林觉之妹，喜歡李馬，後來跟著桂兒和玉蝶四處尋找王爺和母親，後來對周護衛產生微妙感情，玉蝶的天香樓重新開張之時跟著周護衛來到天香樓吃飯。                                               |
| 章贺   | 林觉     | 李马的结拜兄弟，也是校尉，為人沉穩幹練，最後當上正三品將軍並且奉命鎮守闕州。 |
| 王琦   | 桂儿     | 玉蝶與林姬兒之好友，說話直接常得罪人，卻是玉蝶在廚房裡的好助手。後和玉蝶陪嫁到大金，最後跟著玉蝶等人回到杭州重建天香樓。                                                             |
| 胡彩虹 | 秦贵妃   | 赵元卿和宋玉蝶的亲生母亲 |
| 潘元甲 | 小猴子   | 李马的结拜兄弟，擅長口技和偷東西，最後被多羅的箭射死。 |
| 王卫国 | 皇上     | 赵元卿和宋玉蝶的亲生父亲 |
| 肖婷佳 | 蔓荷     | 禮部侍郎之女，進宮後封為羅妃，喜歡王爺，玉蝶之情敵，被呂妃陷害。 |
| 巴赫   | 吕二豹   | 呂妃之兄，為宋朝大將軍。 |
| 郭俊   | 宫全福   | 表面上為趙元卿心腹，實為女真臥底，暗藏一身武功而不外露，說話怪聲怪氣，殺害秋月並害羅妃流產，與呂妃勾結，非常貪財導致最後被完顏澤利所殺。                                             |
| 释行志 | 小春子   | 服侍在趙元卿身旁多年。某日正好進到趙元卿房間，意外闖見宮全福要準備放毒舌之前進來，所幸被宮全幅用拂塵暗刀所刺死，埋藏於王府內的花園中。                                               |
| 门光伟 | 阿尔哈图 | 烏娜溪之父，與完顏澤利爭奪兵權，總是不顧女兒感受。導致最後失去女兒而發瘋。 |
| 呂卓燃 | 烏娜溪   | 阿爾哈圖之女，喜歡完顏澤利，懂一點烹飪，嚮往牧牛放羊的生活，只是父親不如她所願，最後仍然被迫嫁給完顏澤利，過得十分不幸福。然而她卻在完顏澤利與玉牒的大婚之日當天，選擇喝酒自焚而死。 |
| 韓朔   | 周翔     | 趙元卿的貼身護衛。 |

## 音樂
- 片頭曲《春宴》詞：李勤  曲：張宏光  演唱：米娜

- 片尾曲《天香樓》詞：朱海  曲：張宏光  演唱：孫楠

## 其他
古装剧《美人私房菜之玉蝶传奇》自开播后收视遇冷，随后《北上广依然相信爱情》剧方也官宣提档，“将于12月11日登陆浙江卫视中国蓝剧场”。侧面印证了《美人私房菜》被浙江卫视“腰斩”的消息。不過安徽衛視還是原時段播出，之後收視率慢慢回升，苦盡甘來。。

## 電視節目的變遷
| 中国 浙江衛視 中国蓝剧场 · 每周日至周五19:30两集连播，周六19:30播出一集 | 中国 浙江衛視 中国蓝剧场 · 每周日至周五19:30两集连播，周六19:30播出一集 | 中国 浙江衛視 中国蓝剧场 · 每周日至周五19:30两集连播，周六19:30播出一集 |
| ----------------------------------------------------------------------- | ----------------------------------------------------------------------- | ----------------------------------------------------------------------- |
|                                                                         | 美人私房菜之玉蝶传奇 （2016年12月4日－12月10日）                        |                                                                         |
| 嘿，孩子 （2016年11月7日－12月3日）                                     | 北上广依然相信爱情 （2016年12月11日－2017年1月3日）                     |                                                                         |
| 中国 安徽衛視 海豚第一剧场 每日19:30-21:15                              |                                                                         |                                                                         |
| 姐妹姐妹 （2016年11月8日－12月3日）                                     | 美人私房菜之玉蝶传奇 （2016年12月4日－12月28日）                        | 小草青青 （2016年12月29日－2017年1月）                                  |